# Écriture tartessienne
 (avril 2017).
Si vous disposez d'ouvrages ou d'articles de référence ou si vous connaissez des sites web de qualité traitant du thème abordé ici, merci de compléter l'article en donnant les références utiles à sa vérifiabilité et en les liant à la section « Notes et références ».

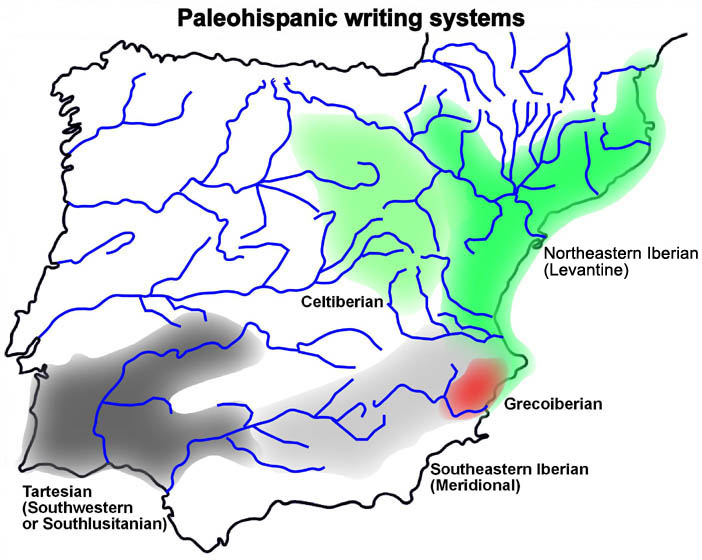
L'écriture du sud-ouest dans le contexte des Écritures paléo-hispaniques.

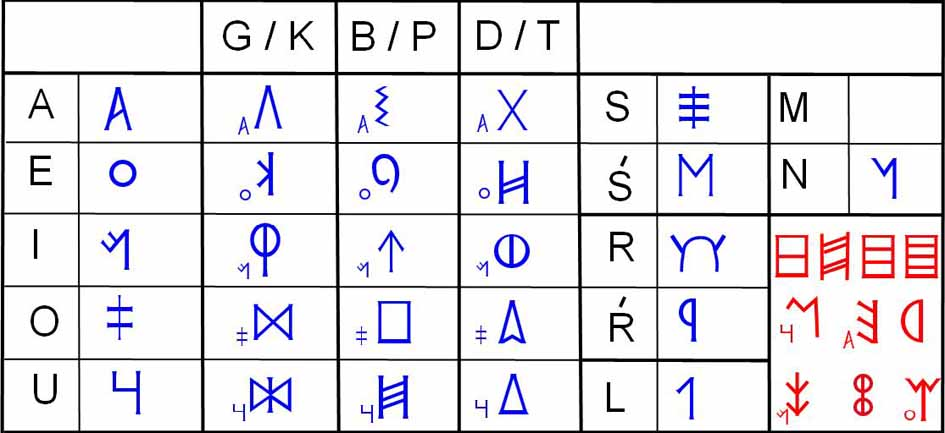
Valeurs des sons proposées par Rodríguez Ramos (2000).

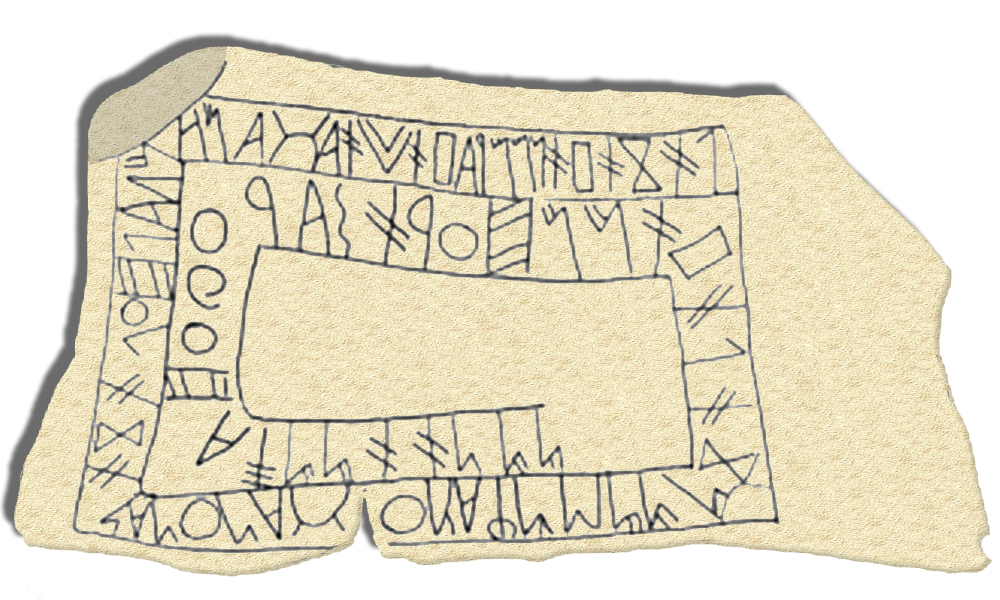
Fonte Velha (Bensafrim, Lagos).

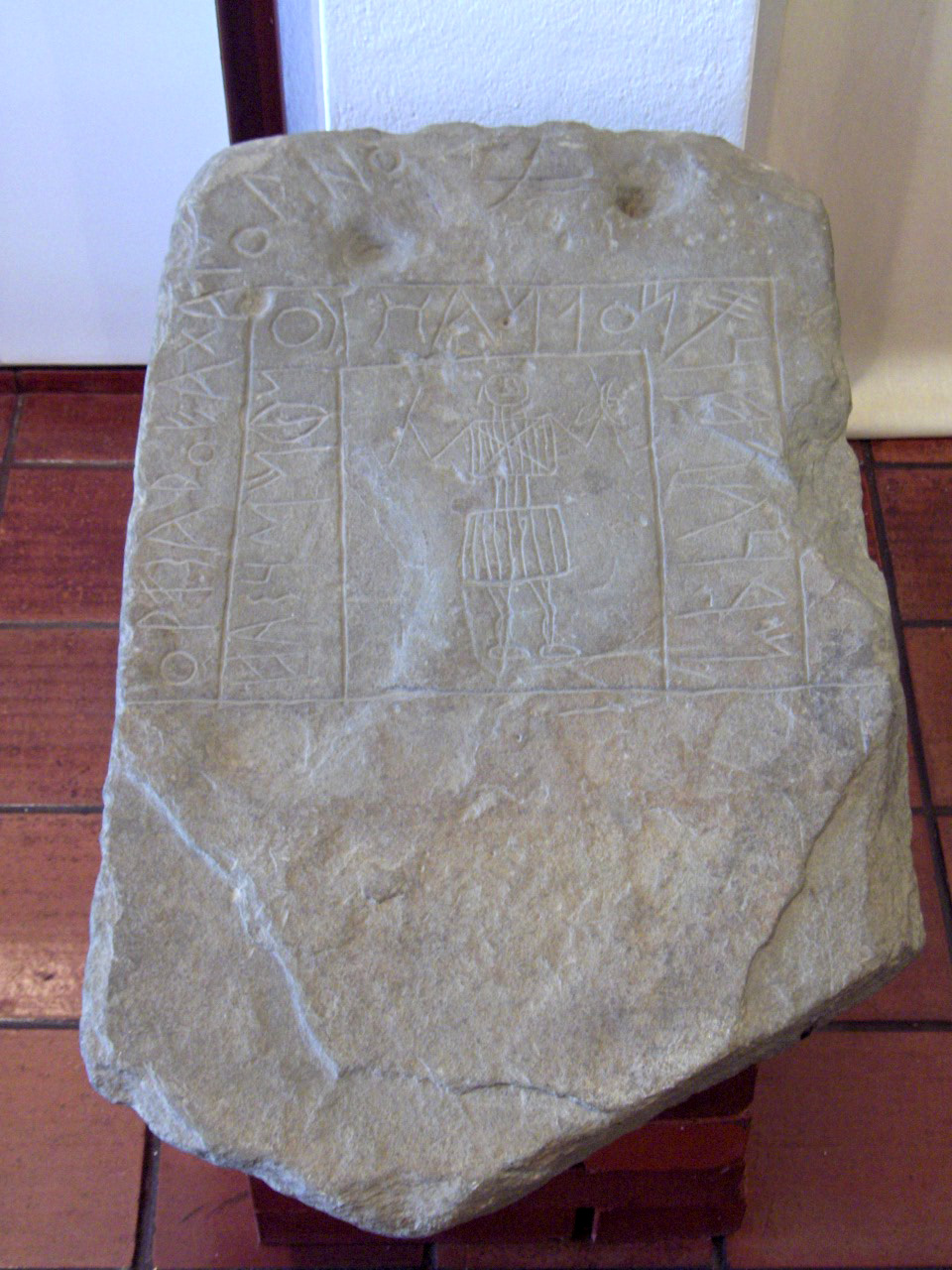
Herdade da Abobada (Almodôvar).

L'écriture du sud-ouest , aussi connue comme Tartessien ou Sud Lusitanien, est une écriture paléo-hispanique  utilisée pour écrire une langue inconnue, généralement identifiée comme celle des Tartessiens. Les inscriptions du Sud-ouest ont été trouvées principalement dans le quart sud-ouest de la Péninsule Ibérique, dans le sud du Portugal (Algarve et le sud de l'Alentejo), mais aussi en Espagne, dans le sud de l'Estrémadure et de l'ouest de l'Andalousie.

## Nom de l'écriture
Le nom de l'écriture tartessienne est très controversé. Le nom le plus neutre est écriture du sud-ouest, car il se réfère uniquement à l'emplacement géographique où les inscriptions ont été trouvées, mais il a besoin de précisions supplémentaires dans un contexte général. Certains chercheurs[Qui ?] nomment cette écriture tartessienne par références aux inscriptions de Tartessos. D'autres préfèrent le nom d'écriture Sud-Lusitanienne, parce que presque toutes les inscriptions du sud-ouest ont été trouvées dans le sud du Portugal (une zone incluse dans la province Romaine de Lusitanie), où les sources grecques et romaines localisent les peuples pré-romains des Conii ou Cynetes, plutôt que dans la zone généralement considéré comme Tartessienne (entre Huelva et la vallée du Guadalquivir). Mais d'un autre côté, le nom de Sud Lusitanien n'est pas pratique, car il peut, à tort, suggèrer une relation avec la langue lusitanienne. Bastulo-Turdetan et écriture cynétienne sont d'autres propositions de dénomination.

## Le système d'écriture
À l'exception de l'alphabet gréco-ibérique, et dans une moindre mesure, de cette écriture, les écritures paléo-iberiques partagent une typologie distinctive : elles se comportent comme des syllabaires pour les consonnes occlusives et comme des alphabets pour les autres consonnes et voyelles. Ce système d'écriture unique a été appelé semi-syllabaire. Il n'y a pas d'accord sur la genèse des semi-syllabaires paléo-hispaniques ; certains chercheurs concluent que leur origine est liée uniquement à l'alphabet phénicien, tandis que d'autres croient que l'alphabet grec y a également participé. Dans l'écriture du sud-ouest, bien que la lettre utilisée pour écrire une consonne occlusive soit déterminée par la voyelle qui la suit, comme dans un syllabaire, la voyelle suivante était également écrite, comme dans un alphabet. Une convention similaire est trouvée en étrusque pour /k/, qui était écrit KA CE CI QU (sc) suivant la voyelle qui suivait. Certains chercheurs traitent le tartessien comme un semi-syllabaire redondant, d'autres le traitent comme un alphabet redondant.

## Inscriptions
Cette écriture est presque exclusivement utilisée sur près d'une centaine de grosses pierres (stèles), probablement dans un but funéraire. L'orientation de l'écriture presque toujours de droite à gauche, mais aussi en boustrophédon ou en spirale. Le fait que presque toutes les inscriptions du sud-ouest aient été trouvées hors contexte archéologique ne permet pas la fixation d'une chronologie précise, mais il semble clair qu'elle a été utilisée au cours du Ve siècle av. J.-C. ; il est habituel de les dater du VIIe siècle av. J.-C. et de considérer que l'écriture du sud-ouest hispanique est la plus ancienne écriture paléo-hispanique.
Au total, 75 stèles en écriture du sud-ouest hispanique sont connues. Parmi celles-ci, seize peuvent être vues au Musée des Écritures du Sud-Ouest (Museu da Escrita do Sudoeste, en portugais), à Almodôvar (Portugal), où une stèle comportant en tout 86 caractères (l'inscription la plus longue ayant été trouvée jusqu'à présent) découverte en 2008 est également exposée).